# Argon2
Argon2 — функция формирования ключа, разработанная Алексом Бирюковым (англ. Alex Biryukov), Даниэлем Дину (англ. Daniel Dinu) и Дмитрием Ховратовичем (англ. Dmitry Khovratovich) из Университета Люксембурга в 2015 году.
Это современный простой алгоритм, направленный на высокую скорость заполнения памяти и эффективное использование нескольких вычислительных блоков. Алгоритм выпущен под лицензией Creative Commons.

## История
В 2013 году был объявлен конкурс Password Hashing Competition о создании новой функции хеширования паролей. К новому алгоритму предъявлялись требования по объёму используемой памяти, количеству проходов по блокам памяти и по устойчивости к криптоанализу.
В 2015 году Argon2 был объявлен победителем конкурса. С того времени алгоритм претерпел 4 серьёзных изменения. Исправлены часть описаний алгоритмов генерации некоторых блоков и опечатки, добавлены рекомендуемые параметры.

## Входные данные
Argon2 использует основные и дополнительные параметры для хеширования:
Основные:
- Сообщение (пароль) {\displaystyle P}, длиной от {\displaystyle 0} до {\displaystyle 2^{32}-1}.
- Соль S, длиной от {\displaystyle 8} до {\displaystyle 2^{32}-1}.

Дополнительные:
- Степень параллелизма {\displaystyle p}, любое целое число от {\displaystyle 1} до {\displaystyle 2^{24}-1} — количество потоков, на которое можно распараллелить алгоритм.
- Длина тэга {\displaystyle \tau }, длиной от {\displaystyle 4} до {\displaystyle 2^{32}-1}.
- Объём памяти {\displaystyle m}, целое число килобайтов от {\displaystyle 8p} до {\displaystyle 2^{32}-1}
- Количество итераций {\displaystyle t}[4]

## Версии алгоритма
Существуют две версии алгоритма:
- Argon2d — подходит для защиты цифровой валюты и информационных систем, не подверженных атакам по сторонним каналам.
- Argon2i — обеспечивает высокую защиту от trade-off атак, но работает медленнее версии d из-за нескольких проходов по памяти[1].

## Описание
Argon2 работает по следующему принципу:
1. Производится хеширование пароля с использованием хеш-функции Blake2b.
2. Результат хеширования записывается в блоки памяти.
3. Блоки памяти преобразуются с использованием функции сжатия {\displaystyle G}
4. В результате работы алгоритма генерируется ключ (англ. Tag).

### Заполнение блоков памяти
{\displaystyle B[0]=H(P,S)}
{\displaystyle B[j]=G(B[\phi _{1}(j)],B[\phi _{2}(j)],...,B[\phi _{k}(j)])}, {\displaystyle j=1...t}, где
{\displaystyle \phi _{k}(j)} — функция индексирования, {\displaystyle B[]} — массив памяти, {\displaystyle G} — функция сжатия, {\displaystyle P} — сообщение(пароль), {\displaystyle H} — хеш-функция Blake2b.
Функции индексирования зависит от версии алгоритма Argon2:
- Argon2d — {\displaystyle \phi } зависит от предыдущего блока

- Argon2i — {\displaystyle \phi } значение, определяемое генератором случайных чисел.

В случае последовательного режима работы функция сжатия применяется {\displaystyle m} раз. Для версии Argon2d на {\displaystyle i}-м шаге на вход функции {\displaystyle G} подаётся блок с индексом {\displaystyle \phi (i)}, определяемый предыдущим блоком {\displaystyle \phi (i)=g(B[i])}. Для версии Argon2i берётся значение генератора случайных чисел ({\displaystyle G} в режиме счётчика).
В случае параллельного режима (алгоритм распараллеливается на {\displaystyle p} тредов) данные распределятся по блокам матрицы {\displaystyle B[i][j]}, где первые блоки — результат хеширования входных данных, а следующие задаются функцией сжатия {\displaystyle G} по предыдущим блокам и опорному блоку {\displaystyle B^{1}[i'][j']}:
{\displaystyle B^{1}[i][0]=H'(\ H_{0}\ ||\ {\underset {4bytes}{0}}\ ||\ {\underset {4bytes}{i}}\ ),0\leq i<p}
{\displaystyle B^{1}[i][1]=H'(\ H_{0}\ ||\ {\underset {4bytes}{1}}\ ||\ {\underset {4bytes}{i}}\ ),0\leq i<p}
{\displaystyle B^{1}[i][j]=G(B^{1}[i][j-1],B^{1}[i'][j']),0\leq i<p}
{\displaystyle B^{t}[i][0]=G(B^{t-1}[i][q-1],B^{1}[i'][j'])\oplus B^{t-1}[i][0]}
{\displaystyle B^{t}[i][j]=G(B^{t}[i][j-1],B^{1}[i'][j'])\oplus B^{t-1}[i][j]}
{\displaystyle q={m' \over p}\ \ \ \ \ m'=\lfloor {m \over 4p}\rfloor 4p}, где {\displaystyle m'} — количество блоков памяти размером 1024 байта, {\displaystyle H_{0}} — хеш-функция, принимающая на вход 32-битное представление входных параметров, на выходе которой — 64-битное значение, {\displaystyle H'} — хеш-функция переменной длины от {\displaystyle H}, {\displaystyle m} — объём памяти, {\displaystyle t} — количество итераций.
В итоге:
{\displaystyle B_{final}=B^{T}[0][q-1]\oplus B^{T}[1][q-1]\oplus ...\oplus B^{T}[p-1][q-1]}
{\displaystyle Tag\leftarrow H'(B_{final})} 

### Нахождение опорного блока
- Argon2d: выбираются первые 32 бита для {\displaystyle J_{1}} и следующие 32 бита для {\displaystyle J_{2}} из блоков {\displaystyle B[i][j-1]}
- Argon2i: {\displaystyle (J_{1}||J_{2})=G^{2}(null_{1024},{r||l||s||m'||t||y||i||null_{968}})}, где {\displaystyle r}- номер итерации, {\displaystyle l} — номер линии, {\displaystyle y} — задаёт версию (в данном случае единица)

Далее определяется индекс {\displaystyle l=J_{2}mod\ p} строки, откуда берётся блок. При {\displaystyle r=0,s=0} за текущий номер линии принимается значение {\displaystyle l} . Затем определяется набор индексов {\displaystyle R} по 2 правилам:
1. Если {\displaystyle l} совпадает с номером текущей строки, то в набор индексов добавляются все не записанные ранее блоки без {\displaystyle B[i][j-1]}
2. Если {\displaystyle l} не совпадает, то берутся блоки из всех сегментов линии и последних {\displaystyle S-1=3} частей.

В итоге, вычисляется номер блока из {\displaystyle r}, который принимается за опорный:
{\displaystyle z=|R|-1-({\frac {|R|*((J_{1})^{2}/2^{32})}{2^{32}}})} 

### Функция H'
Blake2b — 64 битная версия функции BLAKE, поэтому {\displaystyle H'} строится следующим образом:
{\displaystyle if\ \tau \ \leq \ 64}
{\displaystyle H'(X)=H_{\tau }(\tau ||X).}
При больших {\displaystyle \tau } выходное значение функции строится по первым 32 битам блоков — {\displaystyle A_{i}} и последнему блоку {\displaystyle V_{i}} :
{\displaystyle r=\lceil \tau /32\rceil -2}
{\displaystyle V_{1}\longleftarrow H_{64}(\tau ||X)}
{\displaystyle V_{r+1}\longleftarrow H_{\tau -32r}(V_{r})}
{\displaystyle H'(X)=A_{1}||A_{2}||...A_{r}||V_{r+1}}

### Функция сжатия G
Основана на функции сжатия {\displaystyle P} Blake2b. На вход получает два 8192-битных блока и вырабатывает 1024-битный блок. Сначала два блока складываются ({\displaystyle A=X\oplus Y}), затем матрица {\displaystyle A_{8,8}} обрабатывается функцией {\displaystyle P} построчно ({\displaystyle A\longrightarrow Q}), затем получившаяся матрица обрабатывается по столбцам ({\displaystyle Q\longrightarrow Z}), и на выходе {\displaystyle G} выдаётся {\displaystyle Z\oplus A}.

## Криптоанализ
Защита от коллизий: сама функция Blake2b считается криптографически безопасной. Также, ссылаясь на правила индексирования, авторы алгоритма доказали отсутствие коллизий внутри блоков данных и низкую вероятность их появления при применении функции сжатия.
Атака нахождения  прообраза: пусть злоумышленник подобрал {\displaystyle m} такое, что {\displaystyle G(m)=h}, тогда для продолжения данной атаки он должен подобрать прообраз {\displaystyle n}: {\displaystyle H(n)=m}, что невозможно. Такое же рассуждение подходит для атаки нахождения второго прообраза.
Атаки по времени: если пользователю необходимо адаптироваться к атаке по времени, то следует использовать версию Argon2i, так как она использует независимую память.

## Атаки

### Memory optimization attack
Дэн Боне, Henry Corrigan-Gibbs и Stuart Schechter в своей работе показали уязвимость Argon2i версии 1.2. Для однопроходной версии их атака снижала расход памяти в 4 раза без замедления выполнения. Для многопроходной версии — в 2,72 раза. Позднее, в версии 1.3 операция перезаписи была заменена на XOR.

### AB16
Joel Alwen и Jeremiah Blocki в своих работах доказали, что их алгоритм атаки AB16 эффективен не только для Argon2i-A (из первой версии спецификации), но и для Argon2i-B (из последней версии 1.3). Они показали, что атака на Argon2 при {\displaystyle t=6}, используя 1 GB ОЗУ, снижает время вычисления в два раза. Для эффективной защиты необходимо задать больше 10 проходов. Но при рекомендуемом подходе выбора параметров алгоритма на практике часто может выбираться всего лишь 1 проход. Разработчики Argon2 утверждают, что, применяя атаку AB16 на Argon2i-B при {\displaystyle t\geq 4}, время уменьшается не более чем в 2 раза вплоть до использования 32 GB памяти и рекомендуют использовать число проходов, превышающее значение двоичного логарифма от размера[уточнить] используемой памяти.

### The ranking tradeoff attack
Данная атака является одной из самых эффективных для Argon2d. Она снижает время обработки в 1,33 раза. Для Argon2i при {\displaystyle t>2} коэффициент равен 3.

### Garbage collector attacks
Основным условием для представленной атаки является доступ злоумышленника к внутренней памяти целевой машины либо после прекращения схемы хеширования, либо в какой-то момент, когда сам пароль ещё присутствует в памяти. Благодаря перезаписи информации с помощью функции {\displaystyle G}, Argon2i и Argon2d устойчивы к данным атакам.

## Применение
Argon2 оптимизирован под x86-архитектуру и может быть реализован на Linux, OS X, Windows.
Argon2d предназначен для систем, где злоумышленник не получает регулярного доступа к системной памяти или процессору. Например, для backend-серверов и криптомайнеров. При использовании одного ядра на 2-GHz CPU и 250 MB оперативной памяти с Argon2d (p=2) криптомайнинг занимает 0,1 с, а при применении 4 ядер и 4 GB памяти (p=8) аутентификация на backend сервере проходит за 0,5 с.
Argon2i больше подходит для frontend-серверов и шифрования жёсткого диска. Формирование ключа для шифрования на 2-GHz CPU, используя 2 ядра и 6 GB оперативной памяти, с Argon2i (p=4) занимает 3 с, в то время как аутентификация на frontend-сервере, задействовав 2 ядра и 1 GB памяти с Argon2i (p=4), занимает 0,5 с.